# Женская сборная Тайваня по волейболу
Женская национальная сборная Тайваня (Китайской Республики, Китайского Тайбэя) по волейболу (кит. 中華台北女子排球代表隊) — представляет Тайвань (Китайскую Республику) (Китайский Тайбэй) на международных волейбольных соревнованиях. Управляющей организацией выступает Волейбольная ассоциация Китайского Тайбэя (кит. 中華民國排球協會).

## История
Китайский национальный волейбольный комитет был образован в 1943 году. С 1949 базировался на Тайване. В 1961 году Комитет преобразован в Волейбольную ассоциацию Китайской Республики.
Женская волейбольная сборная, представлявшая Китайскую Республику (Тайвань) впервые вышла на международную арену в декабре 1970 года, приняв участие в Азиатских играх, проходивших в столице Филиппин Маниле. В первом же своём матче тайваньские волейболистки обыграли хозяек соревнований, а в итоге заняли 5-е место среди 8 команд.
Через два года — в ноябре 1973 года — также в Маниле сборная Тайваня квалифицировалась на чемпионат мира 1974, заняв в азиатском отборочном турнире 2-е место, но участовавать в мировом первенстве волейболисткам, официально представлявшим Китайскую Республику, не довелось. Буквально накануне старта чемпионата мира в Мексике руководством Международной федерации волейбола (ФИВБ) было принято решение, что Китай в мировом волейболе будет представлять ассоциация, представляющая Китайскую Народную Республику и вместо Тайваня в число участников первенства мира была включена сборная КНР.
В 1979 году было найдено компромиссное решение по поводу участия тайваньских спортсменов в международных соревнованиях, в том числе и в волейбольных. Команды Китайской Республики (Тайваня) стали официально называться сборными Китайского Тайбэя и выступать под флагами НОК и ассоциаций по соответствующим видам спорта. Волейбольная ассоциация Китайской Республики была преобразована в Волейбольную ассоциацию Китайского Тайбэя и под этим названием в 1982 году вступила в ФИВБ.
Уже через год женская сборная Тайваня вернулась на международную арену, приняв участие в чемпионате Азии, прошедшем в 1983 году в Японии, и заняла высокое 4-е место, уступив в финальной стадии с одинаковым счётом 0:3 лишь фаворитам первенства — сборным Японии, Китая и Южной Кореи. В последующем команда Тайваня практически неизменно была среди участников континентальных соревнований — чемпионате и Кубке Азии и Азиатских играх — но медали (бронзовые) сумела выиграть лишь единожды — на Азиатских играх 2006 года в столице Катара Дохе. 6 раз сборная Тайваня останавливалась в шаге от призового места на азиатских волейбольных первенствах.
В августе 1990 года сборная Тайваня впервые получила право сыграть на чемпионате мира, который проходил в Китае. На групповой стадии островитянки в первых двух матчах уступили кубинкам и японкам в трёх партиях, но победа над сборной ФРГ 3:1 вывела тайваньских волейболисток в плей-офф первенства, в первой стадии которого они проиграли серебряным призёрам Олимпиады-88 сборной Перу 0:3. В классификационном раунде за 9-12-е места команда Тайваня сначала уступила в пяти сетах итальянкам, а затем также в пяти партиях переиграла сильную сборную ГДР, заняв в итоге 11-е место.
Через 16 лет сборная Тайваня вновь сумела отобраться на чемпионат мира и на первом групповом этапе первенства, проходившего в 2006 в Японии, произвела сенсацию, одержав 5 побед в 5 матчах. Среди поверженных тайваньскими волейболистками оказались действующие чемпионки Европы из сборной Польши, хозяйки турнира японки, а также волейболистки Южной Кореи, Коста-Рики и Кении. Но на этом запал островитянок закончился — на второй групповой стадии они потерпели 4 поражения от сборных Сербии и Черногории, Турции, Кубы и Италии и из борьбы за медали выбыли. В классификации за 9-12-е места команда Тайваня дважды уступила со счётом 0:3 сборным США и Германии и стала в итоге 12-й.
Четырежды в своей истории тайваньские волейболистки участвовала в Гран-при, но подняться выше 12-го места им ни разу не удавалось.

## Результаты выступлений и составы

### Олимпийские игры
- 1996 — не квалифицировалась
- 2000 — не участвовала
- 2004 — не квалифицировалась
- 2008 — не участвовала
- 2012 — не квалифицировалась
- 2016 — не участвовала
- 2020 — не квалифицировалась
- 2024 — не участвовала
- 2012 (квалификация): Дэн Янь-минь, Ли И-сюань, У Ко-жоу, Ван Синь-тин, Ли И-пин, Ляо Вань-цзюй, Чэнь Вань-тин, Чэнь Вань-цин, Ян Мэн-хуа, Вэнь И-цзу, Цай Инь-фэн, Янь Пэй-лин. Тренер — Норимаса Сакакути.

### Чемпионаты мира
- 1974 — отстранена от участия
- 1978 — не участвовала
- 1982 — не участвовала
- 1986 — не квалифицировалась
- 1990 — 11-е место
- 1994 — не квалифицировалась
- 1998 — не квалифицировалась
- 2002 — не квалифицировалась
- 2006 — 12-е место
- 2010 — не квалифицировалась
- 2014 — не квалифицировалась
- 2018 — не квалифицировалась
- 2022 — не квалифицировалась
- 2025 — не квалифицировалась

- 2006: Е Хуэй-сюань, Линь Цзюнь-и, Чэнь Хуэй-чэнь, Чэнь Мэй-цин, Гу Най-хань, Цю Вэнь-ин, Чэнь Шу-ли, Сы Хуэй-фан, Линь Цин-и, Цэн Хуа-юй, У Сяо-ли, Цзюань Пэй-чи. Тренер — Линь Куан-хун.

### Гран-при
Сборная Тайваня участвовала в четырёх розыгрышах Гран-при.
- 1994 — 12-е место
- 2007 — 12-е место
- 2010 — 12-е место
- 2012 — 16-е место
- 2007: Линь Цзюнь-и, Чэнь Хуэй-чэнь, Линь Вэнь-ю, У Я-цзе, Гу Най-хань, Чжан И-цзе, Сюй Хуэй-фан, Чан Хуэй-минь, Цай Инь-фэн, Цэн Хуа-ю, Чэнь Вань-лин, Линь Цин-и. Тренер — Цзэн Фан-фань.
- 2010: Дэн Янь-минь, Цай Инь-фэн, Чэнь Вань-тин, Ляо Вань-цзюй, У Ко-жоу, Янь Пэй-лин, Се И-тин, Хуан Сюй-чи, У Шу-фэнь, Ян Я-чу, Ян Мэн-хуа, Вэнь И-цзю. Тренер — Норимаса Сакакути.
- 2012 (квалификация): Дэн Янь-минь, Ли И-сюань, У Ко-цзоу, Ван Синь-тин, Ли И-пин, Ляо Вань-цзюй, Чэнь Вань-тин, Чэнь Вань-тин, Ян Мэн-хуа, Вэнь И-цзу, Цай Инь-фэн, Янь Пэй-лин. Тренер — Норимаса Сакакути.

### Кубок претендентов ФИВБ
- 2018 — не квалифицировалась
- 2019 — 5—6-е место
- 2019: Лай Сян-чэнь, Чан Ли-вэнь, Цэн Вань-лин, Ло И-чин, Хуан Синь-юй, Чу Я-хуэй, Чэнь Цзя-мань, Ляо И-цзэнь, Цай Цинь-яо, Линь Шуй-хо, Чэнь Цзю-я, Лю Шуан-лин. Тренер — Кодзи Цудзурабара.

### Чемпионат Азии
| - 1975 — не участвовала - 1979 — не участвовала - 1983 — 4-е место - 1987 — не участвовала - 1989 — 4-е место - 1991 — 5-е место - 1993 — 4-е место - 1995 — 4-е место - 1997 — 4-е место - 1999 — 5-е место - 2001 — 5-е место | - 2003 — 5-е место - 2005 — 5-е место - 2007 — 6-е место - 2009 — 6-е место - 2011 — 5-е место - 2013 — 7-е место - 2015 — 4-е место - 2017 — 6-е место - 2019 — 6-е место - 2023 — 9-е место |

- 2013: У Вэй-хуа, Чан Ю-ча, Ли Цзю-ин, Хо Янь-чи, Ян И-чэнь, Чэнь Вань-лин, У Шу-фэнь, Ян Мэн-хуа, Вэнь И-цзю, Цзэн Вань-лин, Чэнь И-цзю, Чэнь Ча-хуэй. Тренер — Линь Мин-хуэй.
- 2015: Чэнь И-цзу, Се Чань-и, Чэнь Вань-лин, Ян И-чэнь, Чан Чэнь-инь, У Шу-фэнь, Ян Мэн-хуа, Вэнь И-цзю, Ли Цзю-ин, Чэнь Цзю-я, Цзэн Вань-лин, Ван Синь-тин. Тренер — Линь Мин-хуэй.
- 2017: Линь Шу-хэ, Сяо Сян-лин, Чэнь И-цзу, Се И-чэнь, Чэнь Вань-тин, Чан Ли-юнь, Чэнь Вань-тин, Ян Мэн-хуа, Ли Цзю-ин, Чэнь Цзю-я, Хуан Чэнь-ю, У Вэй-хуа. Тренер — Линь Мин-хуэй.
- 2019: Лай Сян-чэнь, Чан Ли-вэнь, Цэн Вань-лин, Ло И-чин, Чэнь Юй-че, Хуан Синь-юй, Чэнь Цзя-мань, Цай Юй-чунь, Лю Юй-чунь, Вэнь И-чинь, Линь Шуй-хо, Чэнь Цзю-я, Лю Шуан-лин, Хуан Чин-сюань. Тренер — Кодзи Цудзурабара.

### Азиатские игры
| - 1962 — не участвовала - 1966 — не участвовала - 1970 — 5-е место - 1974 — не участвовала - 1978 — не участвовала - 1982 — не участвовала - 1986 — не участвовала - 1990 — 5-е место | - 1994 — 4-е место - 1998 — 5-е место - 2002 — 4-е место - 2006 — 3-е место - 2010 — 7-е место - 2014 — 5-е место - 2018 — 9-е место - 2022 — 6-е место |

- 2006: Е Хуэй-сюань, Линь Цзюнь-и, Чэнь Хуэй-чэнь, Чэнь Мэй-цин, Гу Най-хань, Чу Вэнь-ин, Чэнь Шу-ли, Сюй Хуэй-фан, Линь Цин-и, Цэн Хуа-ю, У Сяо-ли, Цзюань Пэй-чи. Тренер — Линь Куан-хун.

### Кубок Азии
- 2008 — 6-е место
- 2010 — 6-е место
- 2012 — 7-е место
- 2014 — 6-е место
- 2016 — 5-е место
- 2018 — 4-е место
- 2022 — 5-е место

### Азиатский Кубок вызова
- 2023 — 3-е место
- 2024 — 9-е место

### Чемпионат Восточной Азии
- 1-е место — 2006, 2010, 2016.
- 2-е место — 2002.
- 3-е место — 1998, 2004, 2012, 2014.
- 4-е место — 2008.
- 5-е место — 2024.
- 6-е место — 2018.
- не участвовала — 2000.

## Состав
Сборная Тайваня в соревнованиях 2024 года (Азиатский Кубок вызова, чемпионат Восточной Азии).
| №  | Имя, фамилия   | Год рождения | Рост | Амплуа      | Клуб                      |
| -- | -------------- | ------------ | ---- | ----------- | ------------------------- |
| 1  | Цай Ча-чжун    | 2005         | 173  | центральная | Китайский Тайбэй          |
| 2  | Чэнь Янь-чжэнь | 2005         | 154  | либеро      | CMFC Нью-Тайбэй           |
| 3  | Сюй Фан-минь   | 2005         | 167  | нападающая  | «Сесар Парк Хотел» Тайбэй |
| 4  | Линь Цай-чжэнь | 2007         | 176  | центральная | «Сесар Парк Хотел» Тайбэй |
| 5  | Линь Лян-тай   | 2008         | 170  | нападающая  | «Тайпэй Кинг Уэйл» Тайбэй |
| 6  | Вэн Цзу-юнь    | 2005         | 170  | нападающая  | «Тайпэй Кинг Уэйл» Тайбэй |
| 7  | Линь Ё-си      | 2006         | 157  | либеро      | Китайский Тайбэй          |
| 9  | Чан Юнь-тин    | 2005         | 160  | либеро      | «Сесар Парк Хотел» Тайбэй |
| 10 | Хуан Чунь-цзя  | 2005         | 180  | нападающая  | Китайский Тайбэй          |
| 11 | Чан Юнь-чэнь   |              | 173  | связующая   | Китайский Тайбэй          |
| 12 | Кун И-цзя      | 2006         | 173  | центральная | Китайский Тайбэй          |
| 13 | Пао Инь-чи     | 2006         | 178  | центральная | «Тайпауэр» Гаосюн         |
| 14 | Сюй Хэн-юнь    | 2005         | 173  | нападающая  | «Тайпэй Кинг Уэйл» Тайбэй |
| 15 | Чэнь Чао-энь   |              | 180  | центральная | Китайский Тайбэй          |
| 16 | Чан Ча-чи      | 2006         | 180  | нападающая  | Китайский Тайбэй          |
| 17 | Сюй Юй-цзе     | 2006         | 170  | связующая   | Китайский Тайбэй          |
| 18 | Цзян Чэнь-и    | 2006         | 162  | связующая   | "Иртпауэр" Тайчжун        |
| 20 | Чан И-чи       | 2005         | 180  | нападающая  | CMFC Нью-Тайбэй           |

- Главный тренер — Чэнь Юй-ань.
- Тренеры — У Куань-чэ, Лай Сян-чэнь.